# Alexander Hamilton Gordon
Alexander Hamilton Gordon, né le 6 juillet 1859 et décédé le 13 février 1939, est un général britannique durant la Première Guerre mondiale.

## Biographie
Hamilton-Gordon est l'un des dix enfants de Caroline Herschel. Son grand-père est George Hamilton-Gordon, 4e comte d'Aberdeen, le Premier ministre du Royaume-Uni de 1852 à 1855. En 1888, il se marie avec Isabel Newmarch, ils ont trois enfants.
Après des études au Winchester College, il rejoint le service dans la Royal Artillery en 1880. Sa première campagne militaire est la seconde guerre anglo-afghane en 1880. Hamilton-Gordon sert plus tard dans la seconde guerre des Boers en prenant part à des actions à Ladysmith (Afrique du Sud), bataille de Spion Kop, bataille de Vaal Krantz et bataille de Colenso. Il devient adjudant général adjoint en Afrique du Sud en 1901. Il devient instructeur à l'école d'artillerie avant d'occuper divers postes d'agent du personnel.
En 1910, il devient Directeur des opérations militaires en Inde, où il sert jusqu'en 1914. Il devient général commandant en chef du Commandement de la région d'Aldershot.
En 1916, il reçoit le commandement du IXe Corps (Royaume-Uni), il sert à la bataille de Messines et la troisième bataille de l'Aisne.
Il est relevé en 1918 et prend sa retraite en 1920. Il décède en 1939.

## Grades
- 1914 : Lieutenant général